# Selaginella morgani
Selaginella morgani är en mosslummerväxtart som beskrevs av Zeiller. Selaginella morgani ingår i släktet mosslumrar, och familjen mosslummerväxter. Inga underarter finns listade i Catalogue of Life.